# Neoconis dentata
Neoconis dentata is een insect uit de familie van de dwerggaasvliegen (Coniopterygidae), die tot de orde netvleugeligen (Neuroptera) behoort. 
De wetenschappelijke naam Neoconis dentata is voor het eerst geldig gepubliceerd door Meinander in 1972.